# Ulrich Gnau
Ulrich Gnau (* 1956/1957) ist ein ehemaliger deutscher Handballspieler.

## Werdegang
Der aus Kassel stammende Gnau spielte für den TSV Jahn Gensungen in der Regionalliga, damals die zweithöchste Spielklasse bundesweit. 1977 wechselte er zum TV Großwallstadt in die Handball-Bundesliga. 1978 wurde er mit der Mannschaft deutscher Meister, im Spieljahr 1978/79 holte er mit TVG wieder die deutsche Meisterschaft, des Weiteren den Sieg im Europapokal der Landesmeister. In der Saison 1979/80 errang der verteidigungsstarke Kreisläufer mit den Unterfranken vier Titel: Deutscher Meister, DHB-Pokal-Sieger, Europapokalsieger der Landesmeister und europäischer Supercup-Sieger. 1981 wiederholte Gnau mit der Mannschaft den Gewinn der deutschen Meisterschaft.
Im Jahr 1982 gewann er mit TVG das erste Endspiel um den DHB-Pokal mit einem Tor Unterschied gegen den VfL Gummersbach, im zweiten Endspiel unterlag er mit Großwallstadt mit 12:18 und verpasste damit den Pokalsieg. 1984 errang Gnau die deutsche Meisterschaft mit Großwallstadt, den IHF-Pokal und im Duell mit den Reinickendorfer Füchsen ebenfalls den Pokalsieg. 1985 musste er sich mit der Mannschaft im selben Wettbewerb wieder Gummersbach geschlagen geben. 1987 und 1989 gewann er mit Großwallstadt abermals den DHB-Pokal. Seinen letzten Titel holte er 1990, als er zum fünften Mal deutscher Meister wurde.
Mit der bundesdeutschen Herrennationalmannschaft kam Gnau 1982 bei der Weltmeisterschaft 1982 im eigenen Land auf den siebten Platz.
1991 beendete Gnau seine Handball-Laufbahn wegen einer Knieoperation. Beruflich wurde er als leitender Angestellter bei einem Elektronik-Großhandel tätig, nachdem er zuvor auf Lehramt studiert hatte.